# UCI Asia Tour de 2021
O UCI Asia Tour 2021 foi a décima-sétima edição do calendário ciclístico internacional asiático. Iniciou-se a 28 de maio de 2021 no Japão, com o Tour do Japão, e finalizou a 10 de outubro de 2021 com a Clássica Oita, também no Japão. Disputaram-se 3 concorrências, outorgando pontos aos primeiros classificados das etapas e à classificação final.

## Equipas
As equipas que podiam participar nas diferentes corridas dependia da categoria das mesmas. As equipas UCI WorldTeam e UCI ProTeam, tinham cota limitada para competir de acordo ao ano correspondente estabelecido pela UCI, as equipas Continentais e seleções nacionais não tinham restrições de participação:
| Categoria                       | Categoria                       | Equipas                                                                          |
| ------------------------------- | ------------------------------- | -------------------------------------------------------------------------------- |
| align="center"\|.1              | 1.1 (Corrida de um dia)         | * UCI WorldTeam (max 50%) * UCI ProTeam * Continentais * Seleções nacionais      |
| align="center"\|.1              | 2.1 (Corrida de vários dias)    | * UCI WorldTeam (max 50%) * UCI ProTeam * Continentais * Seleções nacionais      |
| align="center"\|.2              | 1.2 (Corrida de um dia)         | * UCI ProTeam * Continentais * Seleções nacionais * Seleções regionais * Amadors |
| align="center"\|.2              | 2.2 (Corrida de vários dias)    | * UCI ProTeam * Continentais * Seleções nacionais * Seleções regionais * Amadors |
| align="center"\| .Ncup (sub-23) | 1.ncup (Corrida de um dia)      | * Seleções nacionais * Seleções mistas                                           |
| align="center"\| .Ncup (sub-23) | 2.ncup (Corrida de vários dias) | * Seleções nacionais * Seleções mistas                                           |

## Calendário
As seguintes foram as corridas que compuseram o calendário UCI Asia Tour para a temporada de 2021 aprovado pela UCI.
| UCI Asia Tour de 2021 | UCI Asia Tour de 2021 | UCI Asia Tour de 2021 | UCI Asia Tour de 2021 | UCI Asia Tour de 2021 |
| Data                  | País                  | Corrida               | Vencedor              |                       |
| --------------------- | --------------------- | --------------------- | --------------------- | --------------------- |
| 23 – 30 mai.          | Japão                 | Volta ao Japão        | Nariyuki Masuda       |                       |
| 11 – 18 jul.          | China                 | Volta ao Lago Qinghai | Zhishan Zhang         |                       |
| 10 out.               | Japão                 | Oita Urban Classic    | Francisco Mancebo     |                       |

## Classificações finais
- Nota: As classificações finais foram:[4][5]

### Individual
| Posição | Corredor              | Equipa              | Pontos |
| ------- | --------------------- | ------------------- | ------ |
| 1.º     | Alexey Lutsenko       | Astana-Premier Tech | 1230   |
| 2.º     | Nariyuki Masuda       | Utsunomiya Blitzen  | 174    |
| 3.º     | Jambaljamts Sainbayar | Terengganu          | 158    |
| 4.º     | Masaki Yamamoto       | Kinan               | 136    |
| 5.º     | Yevgeniy Fedorov      | Astana-Premier Tech | 123    |
| 6.º     | Vadim Pronskiy        | Astana-Premier Tech | 106    |
| 7.º     | Keigo Kusaba          | Aisan Racing        | 100    |
| 8.º     | Yevgeniy Gidich       | Astana-Premier Tech | 90     |
| 9.º     | Hideto Nakane         | EF Education-NIPPO  | 83     |
| 10.º    | Saeid Safarzadeh      |                     | 80     |

| Posições 11.º ao 20.º | Posições 11.º ao 20.º    | Posições 11.º ao 20.º  | Posições 11.º ao 20.º |
| --------------------- | ------------------------ | ---------------------- | --------------------- |
| 11.º                  | Artyom Zakharov          | Astana-Premier Tech    | 80                    |
| 12.º                  | Yuriy Natarov            | Astana-Premier Tech    | 76,71                 |
| 13.º                  | Muradjan Khalmuratov     | Sweet Nice Continental | 75                    |
| 13.º                  | Yousef Mirza Bani Hammad | UAE Emirates           | 75                    |
| 15.º                  | Yuma Koishi              | Ukyo                   | 70                    |
| 16.º                  | Afif Abdullah            |                        | 65                    |
| 16.º                  | Bolor-Erdene Enkhtaivan  |                        | 65                    |
| 16.º                  | Mostafa Alrabie          |                        | 65                    |
| 16.º                  | Jihad Alahmad            |                        | 65                    |
| 16.º                  | Muhammad Abdurrahman     |                        | 65                    |

### Equipas
| Posição | Equipa             | Pontos |
| ------- | ------------------ | ------ |
| 1.º     | Terengganu         | 856,67 |
| 2.º     | Vino-Astana Motors | 232    |
| 3.º     | Kuwait Pro Cycling | 230,33 |
| 4.º     | Utsunomiya Blitzen | 185    |
| 5.º     | Kinan              | 177    |

### Países
| Posição | País        | Pontos  |
| ------- | ----------- | ------- |
| 1.º     | Cazaquistão | 1818,71 |
| 2.°     | Japão       | 698     |
| 3.º     | Mongólia    | 368     |
| 4.º     | Omã         | 239     |
| 5.º     | Tailândia   | 233     |

### Países sub-23
| Posição | País        | Pontos |
| ------- | ----------- | ------ |
| 1.º     | Cazaquistão | 307    |
| 2.º     | Omã         | 189    |
| 3.º     | Japão       | 178    |
| 4.º     | Uzbequistão | 125    |
| 5.º     | Tailândia   | 94     |

## Evolução das classificações
| Data            | Classificação individual | Classificação por equipas | Classificação por países | Classificação por países sub-23 |
| --------------- | ------------------------ | ------------------------- | ------------------------ | ------------------------------- |
| 31 de janeiro   | Alexey Lutsenko          |                           | Cazaquistão              | Cazaquistão                     |
| 28 de fevereiro | Alexey Lutsenko          | Terengganu                | Cazaquistão              | Tailândia                       |
| 31 de março     | Sarawut Sirironnachai    | Terengganu                | Cazaquistão              | Malásia                         |
| 30 de abril     | Alexey Lutsenko          | Terengganu                | Cazaquistão              | Malásia                         |
| 31 de maio      | Alexey Lutsenko          | Terengganu                | Cazaquistão              | Malásia                         |
| 30 de junho     | Alexey Lutsenko          | Terengganu                | Cazaquistão              | Cazaquistão                     |
| 31 de julho     | Alexey Lutsenko          | Terengganu                | Cazaquistão              | Cazaquistão                     |
| 31 de agosto    | Alexey Lutsenko          | Terengganu                | Cazaquistão              | Cazaquistão                     |
| 30 de setembro  | Alexey Lutsenko          | Terengganu                | Cazaquistão              | Cazaquistão                     |
| 31 de outubro   | Alexey Lutsenko          | Terengganu                | Cazaquistão              | Cazaquistão                     |
| Final           | Alexey Lutsenko          | Terengganu                | Cazaquistão              | Cazaquistão                     |